# CX Flood
Pour les articles homonymes, voir Flood.

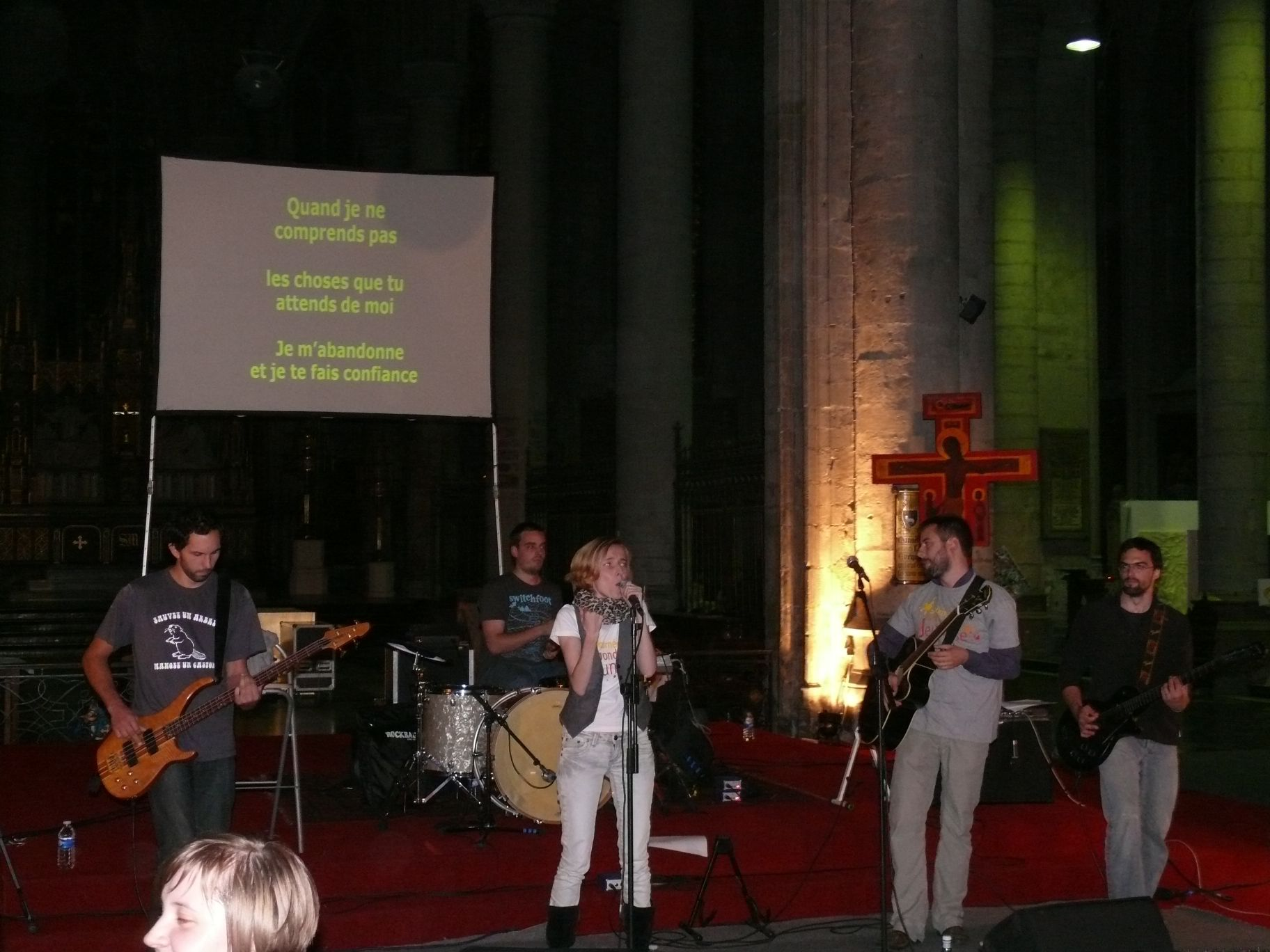
Concert de CX FLOOD à Lille en 2011.

CX FLOOD est un groupe belge de rock chrétien fondé en 2000. Il se sépare en 2011.

## Membres
- Benjamin Huyberechts (chant)
- Marie Peltier (chant)
- Nicolas Rolin (guitare électrique)
- Nicolas Henryot (basse)
- Alexandre Godfrin (Batterie).
- Laurent Delacre (clavier et guitare)

À travers des sujets proches de la vie de tous les jours, les paroles des chansons parlent d'une relation avec Dieu, et avec le monde.

## Historique
Le préfixe « CX » fait référence au symbole du poisson (ichthus), utilisé par les premières communautés chrétiennes. Ces initiales sont souvent employées pour désigner le monde chrétien. Quant au « FLOOD », il signifie « torrent », « inondation ». C'est ainsi que le groupe veut orienter sa musique, comme un torrent de Foi et d'Amour susceptible de toucher les cœurs des jeunes, mais aussi des moins jeunes, croyants comme non-croyants.
En 2000, animés par le feu de leur amitié et l'élan post-JMJ, quatre amis ont décidé de mettre en musique ce qu'ils ont reçu (et reçoivent toujours) à travers la prière et la vie en Église. Depuis, le groupe s'est modifié et agrandi, mais c'est toujours ce même élan qui les pousse à aller de l'avant.

## Discographie
- 2003 : Album Seeds of joy (épuisé)
- 2005 : Maxi CD Spread it all around
- 2006 : Album In words and in actions
- 2007 : Album À l'essentiel
- 2010 : Album Tous nos chantiers inachevés